# Процесс уничтожения
«Процесс уничтожения» (англ. La Cucaracha) — фильм 1998 года, приключенческая драма, в главной роли - Эрик Робертс.

## Сюжет
Отчаянный писатель Уолтер Пул борется за выживание. Живя в старой ветхой хижине, он мечтает прославиться и разбогатеть любой ценой. И судьба дарит ему шанс - неожиданно ему предлагают заработать солидные деньги, сделавшись наёмным убийцей. Уолтер отправляется в Мексику, где ему предстоит выполнить заказ…